# 佐々木泰
佐々木 泰（ささき たい、2002年12月24日 - ）は、岐阜県大垣市出身のプロ野球選手（内野手）。右投右打。広島東洋カープ所属。

## 経歴

### プロ入り前
大垣市立小野小学校で1年生の時に野球を始め、大垣市立東中学校在学時は硬式野球のクラブチームである岐阜ボーイズでプレーしていた。
岐阜県立岐阜商業高等学校に進学し、1年夏から4番を務めた。3年春の第92回選抜高等学校野球大会への出場が決定していたが、新型コロナウイルスの影響により同年の公式戦が全て中止となった。その後、2020年甲子園高校野球交流試合で明豊と対戦し、9回にソロ本塁打を放った。高校通算41本塁打。1学年下に高木翔斗がいた。
高校卒業後は青山学院大学に進学。1年春のリーグ戦で打率.371、4本塁打を記録してベストナインを受賞した。3年時の2023年は春秋のリーグ戦で連覇、全日本大学野球選手権大会で優勝、明治神宮野球大会で準優勝した。また、日米大学野球選手権大会の日本代表に選出された。4年時の2024年からは主将を務め、全日本大学野球選手権大会で連覇を達成してMVPを受賞した。
2024年10月24日に開催されたドラフト会議にて、1巡目で宗山塁の抽選を外した広島東洋カープから外れ1位で指名された。11月28日、契約金1億円プラス出来高払い5000万円、年俸1600万円で仮契約を結んだ（金額は推定）。背番号は10。担当スカウトは髙山健一。

### 広島時代
2025年、3月5日のオープン戦・横浜DeNAベイスターズ戦で走塁中に左太もも裏を痛め途中交代し、7日に左太もも裏の肉離れと診断されたことが発表された。5月4日のウエスタン・リーグ中日ドラゴンズ戦で実戦復帰。5月10日の中日戦では2点本塁打を放つなど8試合で.565の打率を残し一軍昇格、5月20日の東京ヤクルトスワローズ戦（MAZDA Zoom-Zoom スタジアム広島）にて「7番・三塁手」として初出場。5月22日の試合ではプロ初安打を放った。6月7日、右第一肋骨の疲労骨折のため出場登録選手を抹消された。

## 選手としての特徴
大学通算12本塁打の右打ちスラッガーで、大学球界屈指の飛距離を誇る。大一番での勝負強さも持ち味。走力は50メートル走6秒1、遠投は100m。
スクワットも180kgを持ち上げる。

## 人物
「泰」という名前は「泰然自若」や「天下泰平」といった言葉に使われていることから、「スケールの大きな人物になってほしい」という両親の願いを込めて名付けられた。
憧れの選手として、鈴木誠也を挙げている。また、好きな選手としては楽天の浅村栄斗を挙げている。
幼い頃から中日ドラゴンズのファンであった。

## 詳細情報

### 記録
初記録
- 初出場・初先発出場：2025年5月20日、対東京ヤクルトスワローズ6回戦（MAZDA Zoom-Zoom スタジアム広島）、「7番・三塁手」で先発出場[13]
- 初打席：同上、2回裏にピーター・ランバートから右飛
- 初安打：2025年5月22日、対東京ヤクルトスワローズ7回戦（MAZDA Zoom-Zoom スタジアム広島）、2回裏に小川泰弘から右翼線二塁打[14]
- 初盗塁：2025年6月5日、対オリックス・バファローズ3回戦（京セラドーム大阪）、4回表に二盗（投手：アンダーソン・エスピノーザ、捕手：若月健矢）

### 背番号
- 10（2025年[10] - ）

### 代表歴
- 2023年 第44回日米大学野球選手権大会 日本代表